# Poppó
Poppó o Poppó de Caríntia (italià: Poppone di Carinzia), de nom secular Wolfgang von Treffen (? – 1042) fou un bisbe alemany, que fou patriarca d'Aquileia del 1019 al 1045.
El va nomenar l'emperador Enric II i va substituir a Joan IV de Ravenna; va acompanyar s l'emperador durant l'expedició imperial a Itàlia el 1022. Era probablement nebot de l'emperador Conrat II que li va concedir un extens domini del riu Isonzo al riu Livenza, verdader origen del poder temporal del patriarcat; va obtenir també de l'emperador el dret de recaptar les taxes i de fer moneda (unes monedes de plata del mateix valor que la lira veronesa).
Va provar de sotmetre al patriarca de Grado, assaltant, al front del seu exèrcit, l'illa de Grado (1024) que va conquerir i saquejar, però finalment Venècia va exercir pressions sobre l'emperador Conrat i va aconseguir la seva retirada, però el Papa Joan XIX li va concedir la dependència de Grado del seu patriarcat.
Va fer grans construccions i va encoratjar el comerç. Va expandir el sistema feudal al Friul cedint castells i terres, i va donar suport a la reconstrucció d'esglésies i monestirs. Va reconstruir la basílica d'Aquileia el 1031.
El 1044 el papa Benet IX li va retirar la supremacia sobre el patriarcat de Grado. Llavors Poppone va atacar altre cop Grado, va incendiar cases i esglésies i va assolar el país.
Poppone va tenir presoner l'arquebisbe de Milà, Aribert, per orde de l'emperador Conrat II.
Va morir el 1045 i el va succeir Eberard o Eberhard